# Capanahua
Kapanawa (Capanawa, Capanagua, Capanaua, Capanahua, Kapanahu, ), pleme ili skupina plemena američkih Indijanaca nastanjenih u Peruu uz rijeke Tapiche i Buncuya. Plmenski prostor nekada je bio daleko veči. Prostirao se istočno od rijeke Ucayali prema rijeci Javari na gornjem toku rijeke Maquea i blizu izvorišta rijeka Tejo, Gregorio, Libertade i Breu, između rijeka São Pão i Capoeira (pritoke gornje Jurue), i oko izvorišta rijeke Envira. Ostali Kapanawa, poznati kao Buskipani, živjeli su oko izvorišta rijeka Javary, Tapiche i Blanco, te od maquea (Alacran) do rijeke Guanacha.
Franjevački pokušaj 1817. da ih se misionizira završio je epidemijom, pa su se Indijanci povukli nazad u šumu. Godine 1925. pleme živi na gornjoj Tapiche pod zaštitom vlasnika hacijende i na gornjem toku rijeke rio Blanco koju su sakupljači gume nazivali rio Capanawa. Preživjelo ih je oko 100, a u vrijeme buma gume, bili su izloženi napadima drugih plemena. Godine 1940. broj im je procjenjen na 400, što se smatra precjenjenim. U najnovije doba ima ih 350 (Crevels 2007), od čega svega 50 govornika, a nijedan monolingualni.
Jezično se klasificiraju (Mason 1950) u središnju skupinu panoanskih govornika zajedno s plemenima Puyamanahua (Puyamanawa), Niaragua (Niarawa), Nukuini ili Nucuini (ujključujući Kuyanawa), Maspo (s Epetineri ili Epitineri), Remo (s  Sacuya) i Capanawa vlastiti s Buskipanima (Busquipani). 
Loos (1999: 229), podskupini (subgrupo) pripisuje jezike Indijanaca Capanawa i srodnih Pahenbakebo, Xipibo ili Shipibo i srodne Conibo i Setebo, nestale Indijance Remo, Marubo, †Wariapano (s Panobo i Pano), Isconahua ili Isconawa i nestale (†) Canamari (s Taverí i Matoinahã). 
Kapanawa vlastiti sami sebe nazivaju Nukenkaibo ili Nuquencaibo.